# Epatolmis caesarea
Epatolmis là một chi bướm đêm thuộc phân họ Arctiinae, họ Erebidae. Nó chỉ có một loài, Epatolmis caesarea. Loài này có ở châu Âu, Tiểu Á, miền nam Xibia, Amur up to Hàn Quốc và Nhật Bản.
Sải cánh dài 35–40 mm.
Sâu bướm ăn các loài various plants, bao gồm các loài Rubus, Atriplex, Cynoglossum, Plantago, Veronica, Stellaria, Galium, Hieracium và Euphorbia.